# 伊勢堂岱インターチェンジ
伊勢堂岱インターチェンジ（いせどうたいインターチェンジ）は、秋田県北秋田市坊沢字大向にある秋田自動車道（鷹巣西道路）のインターチェンジである。

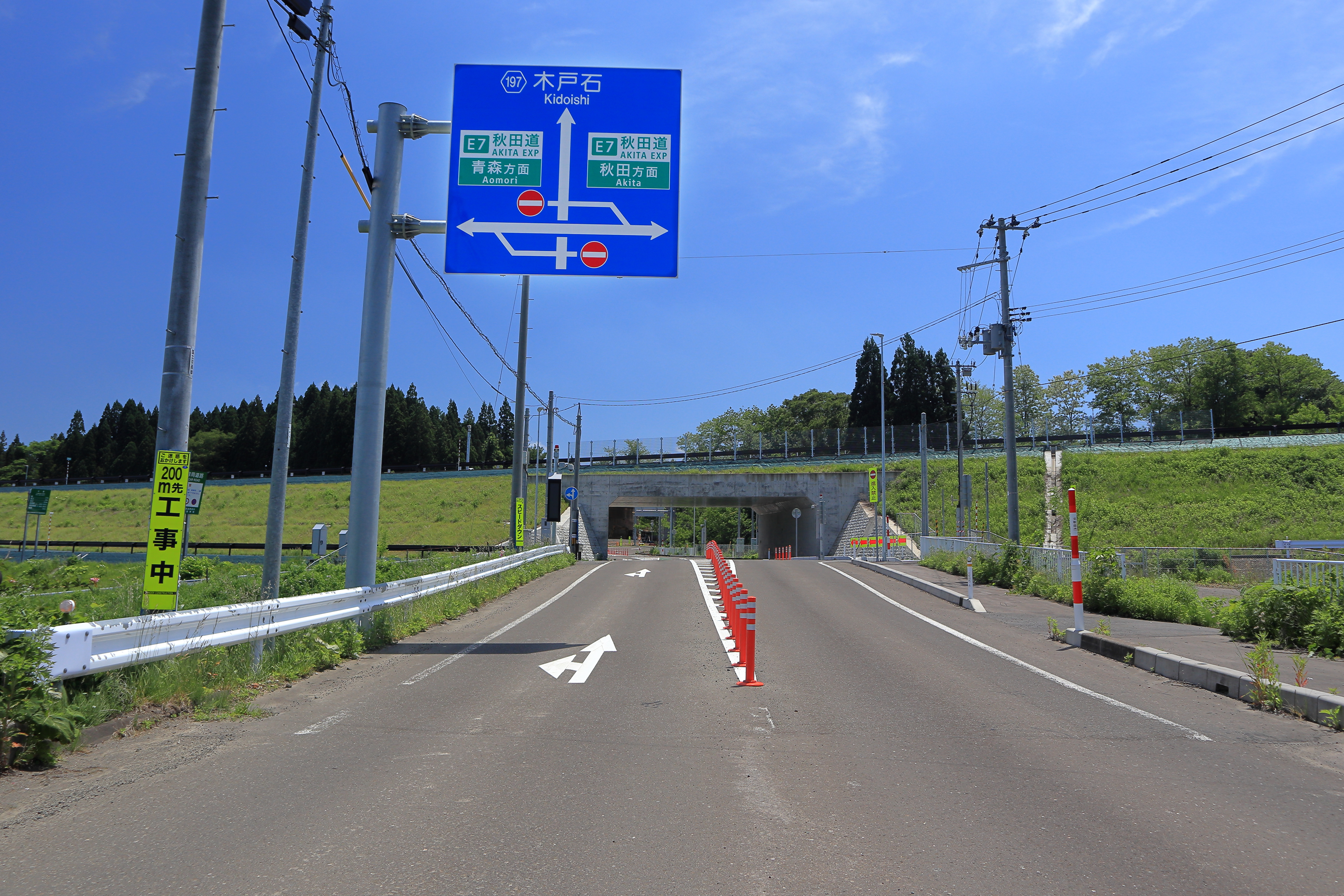
出入口

## 歴史
- 2020年（令和2年）
  - 10月23日 : 仮称 緑ヶ丘ICが、遺跡にちなみ「伊勢堂岱IC」に正式決定[1]。
  - 12月13日 : 蟹沢IC - 大館能代空港IC間 開通に伴い、供用開始[2]。

## 接続する道路
- 直接接続
  - 市道 坊沢大向線
- 間接接続
  - 秋田県道197号木戸石鷹巣線

## 周辺
- 伊勢堂岱遺跡
- 縄文小ヶ田駅
- 大館北秋田森林組合
- 緑が丘担い手センター
- 大野台ゴルフ倶楽部
- 北秋田市クリーンリサイクルセンター

## 隣
E7 鷹巣西道路
(21) 蟹沢IC - (22) 伊勢堂岱IC - (23) 大館能代空港IC